# Кёртисовский квартет
Кёртисовский квартет (англ. Curtis String Quartet) — американский струнный квартет, существовавший в 1930—1981 гг. и базировавшийся в Филадельфии. В самый ранний период своего существования (до 1931 г.) назывался Струнный квартет Свастика (англ. Swastika String Quartet).
Был основан студентами Кёртисовского института: скрипачом Яшей Бродским, альтистом Максом Ароноффом и виолончелистом Орландо Коулом; эти три музыканта играли в составе квартета на протяжении всех более чем 50 лет его существования. В партии второй скрипки выступали в разное время разные исполнители, в том числе Чарлз Джаффе (до 1944 г.), Маргерит Кюне, Луис Берман (1947—1954), Энрике Серратос (1954—1959), Мели Мета (1959—1964), Джеффри Майклс (1964—1969) и Юми Ниномия Скотт (1969—1981).
Среди заметных страниц истории ансамбля — премьера написанного для него квартета Сэмюэла Барбера (op. 11), к которому восходит его самая знаменитая пьеса — Адажио для струнного оркестра. Юный Барбер также выступал вместе с квартетом в качестве вокалиста (баритона), записав с ним свою песню «Берег Дувра» (на стихотворение Мэтью Арнольда). Кроме того, выступления квартета в Англии в 1935 г. в рамках юбилейных торжеств по случаю 70-летия короля Георга V стали первыми европейскими гастролями камерного ансамбля, сформированного и выученного в США.